# 국도 제47호선 (이란)
국도 제47호선(Road 47, 페르시아어: جاده 47은 잔잔주의 술타니야에서 출발하여 하마단주를 거쳐 마르카지주를 지나 이스파한주의 샤힌샤흐르까지 이르는 이란의 일반 국도로, 총 연장은 613 km이다. 주요 경유 도시로는 아라크가 대표적인 것으로 보고되어 있다.